# بيرت هوكينز
بيرت هوكينز (بالإنجليزية: Bert Hawkins)‏ (29 سبتمبر 1923 ببرستل في المملكة المتحدة - 21 يونيو 2001) هو لاعب كرة قدم بريطاني (وحمل سابقاً جنسية المملكة المتحدة لبريطانيا العظمى وأيرلندا) في مركز الهجوم. لعب مع كوينز بارك رينجرز ونادي بريستول روفيرز ونادي بريستول سيتي ووست هام يونايتد ونادي باث سيتي ونادي تشيلتنهام تاون لكرة القدم.